# Ann Sullivan (artistă)
Ann Sullivan (n. 10 aprilie 1929, Fargo, Dakota de Nord, SUA – d. 13 aprilie 2020, Woodland Hills⁠(d), California, SUA) a fost o animatoare americană, care a lucrat în principal pentru Disney Animation.

## Copilărie și educație
Sara Ann McNeese s-a născut în Fargo, Dakota de Nord, în familia lui Thomas și Helen (Kossick) McNeese. Thomas era contabil, iar Helen era stenografă. A studiat la o școală catolică, iar apoi la North Dakota State University.
A urmat-o pe sora ei și s-a mutat în California, unde s-a înscris la ArtCenter College of Design din Pasadena. 

## Carieră
După ce a absolvit în anii 1950, a început să lucreze în laboratorul de colorare a desenelor al Disney Studios la filme precum Peter Pan. Ulterior și-a luat concediu pentru a-i crește pe cei patru copii ai săi. În 1973, s-a alăturat Hanna-Barbera.
Sullivan a revenit la Disney jurul anului 1987, animând filme precum Oliver și prietenii (1988), Mica sirenă (1989) și Prinț și Cerșetor (1990). În 1990, ea a pictat celuloid pentru Regele Leu (1994), Pocahontas (1995), Hercules (1997), Tarzan și Fantasia 2000 (ambele din 1999). În anii 2000, a lucrat la Împăratul Vrăjit (2000), Lilo & Stitch și Planeta Comorilor (ambele din 2002).

## Viață personală
La începutul anilor 1950 s-a căsătorit cu Kevin Sullivan. Cuplul a avut patru copii și a divorțat în 1970. Sullivan era o pictoriță pasionată. A ținut lecții de artă pentru copiii din cartierul La Mirada, California, unde locuia.

## Pensionare și deces
Sullivan și-a petrecut ultimii ani la Motion Picture & Television Country House and Hospital, unde a murit din cauza complicațiilor COVID-19 pe 13 aprilie 2020, la trei zile după a 91-a aniversare. I-au supraviețuit patru copii, opt nepoți și patru strănepoți.